# Alcantud
Alcantud település Spanyolországban, Cuenca tartományban. Alcantud Albendea, Arandilla del Arroyo, Carrascosa, El Pozuelo, Priego, Vindel, El Recuenco, Cañizares és Castilforte községekkel határos. Lakosainak száma 58 fő (2024).

## Népesség
A település lakosságának változását az alábbi diagram mutatja:
| Lakosok száma | 117  | 103  | 98   | 90   | 85   | 73   | 65   | 51   | 48   | 58   |
|               | 2001 | 2004 | 2006 | 2009 | 2011 | 2014 | 2016 | 2019 | 2021 | 2024 |